# Harrie Schoenmakers (Eindhoven)
Harrie Schoenmakers (Eindhoven, 18 januari 1916 – aldaar, 18 januari 1999) was een Nederlands wielrenner, die beroeps was van 1951 tot 1952 en in 1951 aantrad in de Ronde van Frankrijk.

## Wielerloopbaan
Harrie Schoenmakers' wielercarrière strekte zich uit van 1947 tot 1955 en hij combineerde die met zijn baan als burgerambtenaar bij het Ministerie van Oorlog.
In 1951 werd hij als onafhankelijke - zijn werkgever stond hem niet toe een proflicentie aan te vragen - zesde in de Ronde van Nederland en elfde op het Nederlands kampioenschap. Verder schreef hij criteriums in Elsloo en Halsteren op zijn naam. Dat trok de aandacht van Kees Pellenaars, die moeite had om acht man voor zijn Nederlandse Tourploeg te vinden. Schoenmakers kreeg uiteindelijk dispensatie van het Rijk en mocht op 35-jarige leeftijd als beroepsrenner mee naar de Tour.
Hij fungeerde als knecht, maar al in de tweede etappe, na kopmannen Wout Wagtmans en Wim van Est al een paar keer te hebben moeten helpen, moest hij na 50 kilometer een lekke band zelf repareren en de opgelopen achterstand in zijn eentje zien goed te maken. Hij werd gehinderd door de reeds naar huis kerende kijkers en trok ook nog zijn rem stuk. Hij kwam acht minuten na sluitingstijd binnen en werd uit koers genomen.
Zijn prestaties worden vaak verward met die van Harry Schoenmakers uit Blerick .

## Resultaten in voornaamste wedstrijden
| Jaar | Ronde van Italië | Ronde van Frankrijk | Ronde van Spanje |
| ---- | ---------------- | ------------------- | ---------------- |
| 1951 |                  | buiten tijd         |                  |